# Sleeper Cell
Sleeper Cell is een Amerikaanse televisieserie uit 2005, uitgezonden op Showtime.
De serie gaat over Darwyn Al-Sayeed, een Afro-Amerikaan en moslim, die als undercoveragent moet infiltreren in een terroristische cel die geleid wordt door Faris al-Farik. In het tweede seizoen moet Al-Sayeed opnieuw infiltreren in een nieuwe cel die hij ook moet leiden.
Er zijn twee seizoenen (10 afleveringen en 8 afleveringen) uitgezonden. Het tweede seizoen werd uitgezonden onder de naam Sleeper Cell: American Terror. In België werd de serie uitgezonden op Acht (televisiezender), in Nederland op 13th Street.